# Enfield (Carolina del Nord)
Enfield és una població dels Estats Units a l'estat de Carolina del Nord. Segons el cens del 2000 tenia 2.347 habitants.

## Demografia
Segons el cens del 2000, Enfield tenia 2.347 habitants, 865 habitatges i 585 famílies. La densitat de població era de 755,2 habitants per km².
Dels 865 habitatges en un 31,3% hi vivien nens de menys de 18 anys, en un 30,6% hi vivien parelles casades, en un 32,3% dones solteres, i en un 32,3% no eren unitats familiars. En el 30,1% dels habitatges hi vivien persones soles el 16,4% de les quals corresponia a persones de 65 anys o més que vivien soles. El nombre mitjà de persones vivint en cada habitatge era de 2,65 i el nombre mitjà de persones que vivien en cada família era de 3,31.
Per edats la població es repartia de la següent manera: un 29% tenia menys de 18 anys, un 9,4% entre 18 i 24, un 23,8% entre 25 i 44, un 20,1% de 45 a 60 i un 17,7% 65 anys o més.
L'edat mediana era de 36 anys. Per cada 100 dones de 18 o més anys hi havia 73,2 homes.
La renda mediana per habitatge era de 19.762 $ i la renda mediana per família de 22.105 $. Els homes tenien una renda mediana de 27.000 $ mentre que les dones 18.676 $. La renda per capita de la població era de 12.033 $. Entorn del 31,3% de les famílies i el 34,1% de la població estaven per davall del llindar de pobresa.

## Poblacions més properes
El següent diagrama mostra les poblacions més properes.